# Carlos Murillo
Carlos Murillo est un boxeur panaméen né le 10 décembre 1970 à San Miguelito.

## Carrière
Devenu boxeur professionnel en 1990, il a échoué par deux fois en championnat du monde des poids pailles contre Chana Porpaoin en 1993 et 1994 puis est monté dans la catégorie de poids supérieure. Le 13 janvier 1996, il est devenu champion du monde des poids mi-mouches WBA après sa victoire aux points contre Choi Hi-yong. Murillo a conservé son titre lors d'un combat face à Jose Garcia Bernal avant d'être battu le 21 mai 1996 par le japonais Keiji Yamaguchi. Il a mis un terme à sa carrière de boxeur en 2005 avec le  bilan de 38 victoires, 11 défaites et 1 match nul.

## Référence
1. ↑  (en) 1996-01-13 : Hi-Yong Choi 108 lbs lost to Carlos Murillo 108 lbs by UD in round 12 of 12 (boxrec.com)